# دود نادژچنه
دود نادژچنه (به لهستانی:  Dudy Nadrzeczne) یک روستا در لهستان است که در گمینا توروشل واقع شده‌است. دود نادژچنه ۵۴ نفر جمعیت دارد.